# Sockenplan (Stockholms tunnelbana)
Sockenplan ist eine oberirdische Station der Stockholmer U-Bahn. Sie befindet sich im Stadtteil Enskedefältet. Die Station wird von der Gröna linjen des Stockholmer U-Bahn-Systems bedient. Die Station gehört zu den eher mäßig frequentierten Stationen des U-Bahn-Netzes. An einem normalen Winterwerktag steigen hier 2300 Pendler zu.
Die Station wurde am 9. September 1951 eröffnet, als der Abschnitt der Gröna linjen Gullmarsplan–Stureby in Betrieb ging. Die Station liegt zwischen den Stationen Svedmyra und Enskede gård. Die Bahnsteige befinden sich oberirdisch in Hochlage. Bis zum Stockholmer Hauptbahnhof sind es etwa 6,5 km.

## Reisezeit
| Linie | bis Station     | Reisezeit | bis Station                    | Reisezeit           |
| T19   | Hässelby strand | 45 min    | Gamla stan Slussen T-Centralen | 9 min 10 min 13 min |
| T19   | Hagsätra        | 10 min    | Gamla stan Slussen T-Centralen | 9 min 10 min 13 min |